# Rakówek (Podlachië)
Rakówek (Litouws: Rakuvekas) is een plaats in het Poolse woiwodschap Podlachië, in het district Suwalski. De plaats maakt deel uit van de gemeente Przerośl en telt 210 inwoners.

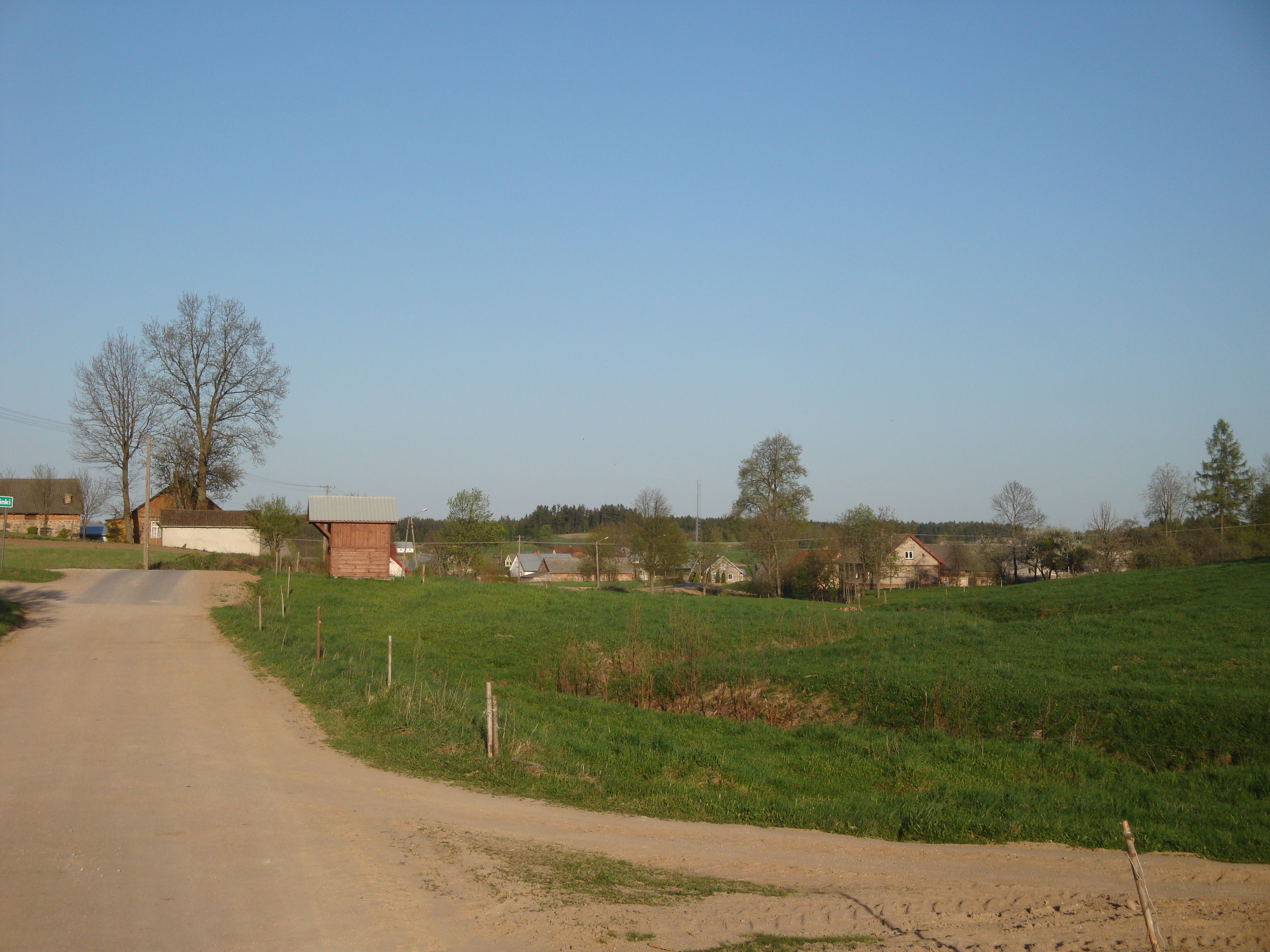